# Losodokodon losodokius
Losodokodon losodokius és una espècie extinta de mamífer proboscidi de la família dels mammútids que visqué a Àfrica des de l'Oligocè superior fins al Miocè inferior. Se n'han trobat restes fòssils a Kenya. El seu descobriment confirmà que els orígens dels mammútids es remuntaven a l'Oligocè. Tenia les dents premolars de tipus bilofodont. Tant el seu nom genèric com el seu nom específic es refereixen al jaciment de Losodok, a la conca del Turkana, al nord-oest de Kenya, on en fou trobat el material original.